# 七十七カード
株式会社七十七カード（しちじゅうしちカード、The 77Card Co. Ltd.）は、七十七銀行の連結子会社。VJAの一員であり、VISA/MasterCardブランドのクレジットカードを取り扱う会社であると同時に、ジェーシービーのフランチャイジーである。

## 概要
七十七銀行のキャッシュカード一体型のクレジットカードは、VISA/JCBブランドで発行している。

## 沿革
- 1983年（昭和58年）2月22日 - 株式会社七十七カードが、ジェーシービーのフランチャイズ会社として設立。
- 1998年（平成10年） - 七十七クレジットサービス株式会社設立、ビザジャパン協会（現・VJA）に加入。
- 1999年（平成11年） - 七十七クレジットサービスと合併する。